# Curetis denta
Curetis denta är en fjärilsart som beskrevs av Evans 1954. Curetis denta ingår i släktet Curetis och familjen juvelvingar. Inga underarter finns listade i Catalogue of Life.